# Caloptilia heterocosma
Caloptilia heterocosma är en fjärilsart som först beskrevs av Edward Meyrick 1931.  Caloptilia heterocosma ingår i släktet Caloptilia och familjen styltmalar. Inga underarter finns listade i Catalogue of Life.